# Municipio de Lincoln (condado de Adair)
El municipio de Lincoln (en inglés: Lincoln Township) es un municipio ubicado en el condado de Adair en el estado estadounidense de Iowa. En el año 2000 el municipio tenía una población de 912 habitantes y una densidad poblacional de 9,9 personas por km². Asimismo, en su territorio se encuentra parte de una ciudad, Stuart.

## Geografía
El municipio de Lincoln se encuentra ubicado en las coordenadas 41°27′32″N 94°18′05″O / 41.45889, -94.30139..